# ثابت منطقی
ثابت منطقی (به انگلیسی: logical constant) یا نماد ثابت در منطق، یک زبان نمادی است که در هر تفسیری، از ارزش معنایی یکسانی برخوردار است. دو نوع مهم از ثابت‌های منطقی، رابط منطقی و سور هستند. گزاره برابری (=) نیز در بسیاری از سیستم‌های منطقی به‌عنوان یک ثابت منطقی در نظر گرفته می‌شود.
یکی از سؤالات اساسی در فلسفه منطق این است که «ثابت منطقی چیست؟»؛ یعنی چه ویژگی خاصی از ثابت‌های معین، ماهیت آن‌ها را منطقی می‌کند؟
برخی از نمادها که به‌عنوان ثابت‌های منطقی در نظر گرفته می‌شوند عبارتند از:
| سمبل                      | معنی به انگلیسی         |
| ------------------------- | ----------------------- |
| T                         | «درست، واقعی»           |
| F, ⊥                      | «غلط»                   |
| ¬                         | «نه»                    |
| ∧                         | «و»                     |
| ∨                         | «یا»                    |
| →                         | «شرطی»، «اگر… پس»       |
| ∀                         | «برای همه»              |
| ∃                         | وجود دارد»، «برای برخی» |
| =                         | «برابر»                 |
| {\displaystyle \Box }     | «لزوماً»                 |
| {\displaystyle \Diamond } | «شاید»                  |

بسیاری از این ثابت‌های منطقی گاهی اوقات با نمادهای جایگزین نشان داده می‌شوند (برای مثال، استفاده از نماد «&» به جای «∧» برای نشان دادن عطف منطقی).
تعریف ثابت‌های منطقی بخش عمده‌ای از کار گوتلوب فرگه و برتراند راسل است. راسل به موضوع ثابت‌های منطقی در مقدمه ویرایش دوم اصول ریاضیات (۱۹۳۷) بازگشت و خاطرنشان کرد که منطق زبانی می‌شود: «اگر بخواهیم چیزی قطعی در مورد آن‌ها بگوییم، [آن‌ها] باید به‌عنوان بخشی از زبان، نه به‌عنوان بخشی از چیزی که زبان دربارهٔ آن صحبت می‌کند.» متن این کتاب از روابط R، مبدل‌ها و متمم‌های آن‌ها به‌عنوان مفاهیم ابتدایی استفاده می‌کند که به‌صورت ثابت‌های منطقی به شکل aRb نیز گرفته شده‌اند.